# Gottfried Landwehr

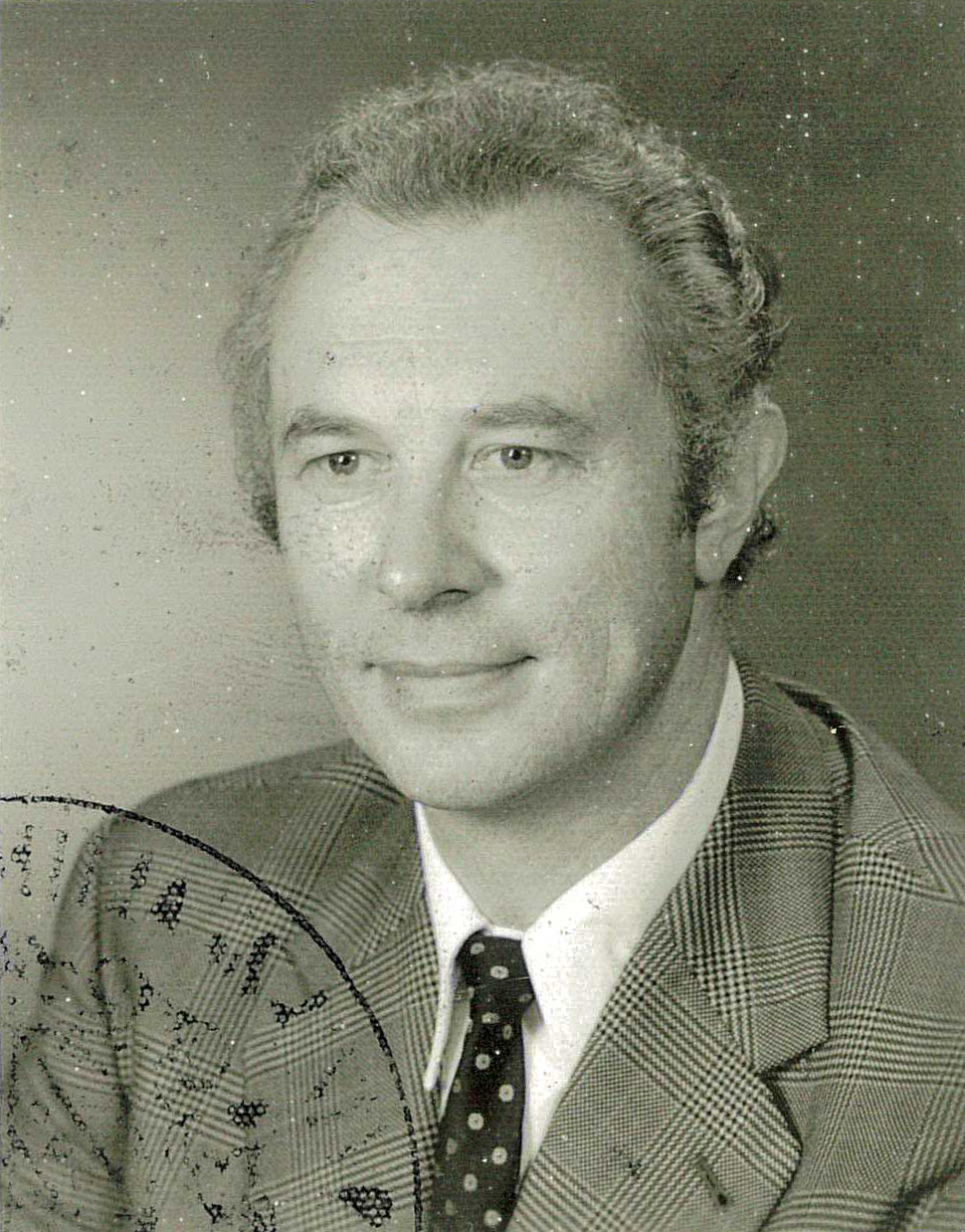
Gottfried Landwehr

Gottfried Landwehr (* 22. August 1929 in Osnabrück; † 24. Januar 2013 in Würzburg) war ein deutscher Physiker. 

## Leben
Landwehr studierte Physik an der Technischen Hochschule Karlsruhe. Danach arbeitete er an der Physikalisch-Technischen Bundesanstalt in Braunschweig. Er war Mitgründer des Max-Planck-Instituts für Festkörperforschung in Stuttgart und leitete bis 1983 die Niederlassung in Frankreich. Von 1968 bis 1999 war er Professor für Experimentelle Physik an der Julius-Maximilians-Universität Würzburg.
Auf seine Initiative entstand an der Universität Würzburg das Zentrum für Halbleiterphysik, der Lehrstuhl für Technische Physik und der biophysikalisch orientierte Lehrstuhl.
Einer seiner Schüler war Klaus von Klitzing, der 1985 „für die Entdeckung des quantisierten Hall-Effekts“ den Nobelpreis für Physik erhielt.

## Auszeichnungen
- 1986: Bundesverdienstkreuz am Bande
- 1990: Mitglied in der Bayerischen Akademie der Wissenschaften[2]
- 1998: Ehrendoktor der Universität Gießen[3]
- 1998: Bayerischer Verdienstorden[4]
- 1999: Ehrendoktor der Universität Joseph Fourier Grenoble I[4]
- 2003: Bene Merenti der Universität Würzburg in Gold[5]
- Ehrenmitglied des Joffe-Instituts der Russischen Akademie der Wissenschaften in St. Petersburg[4]